# Malena

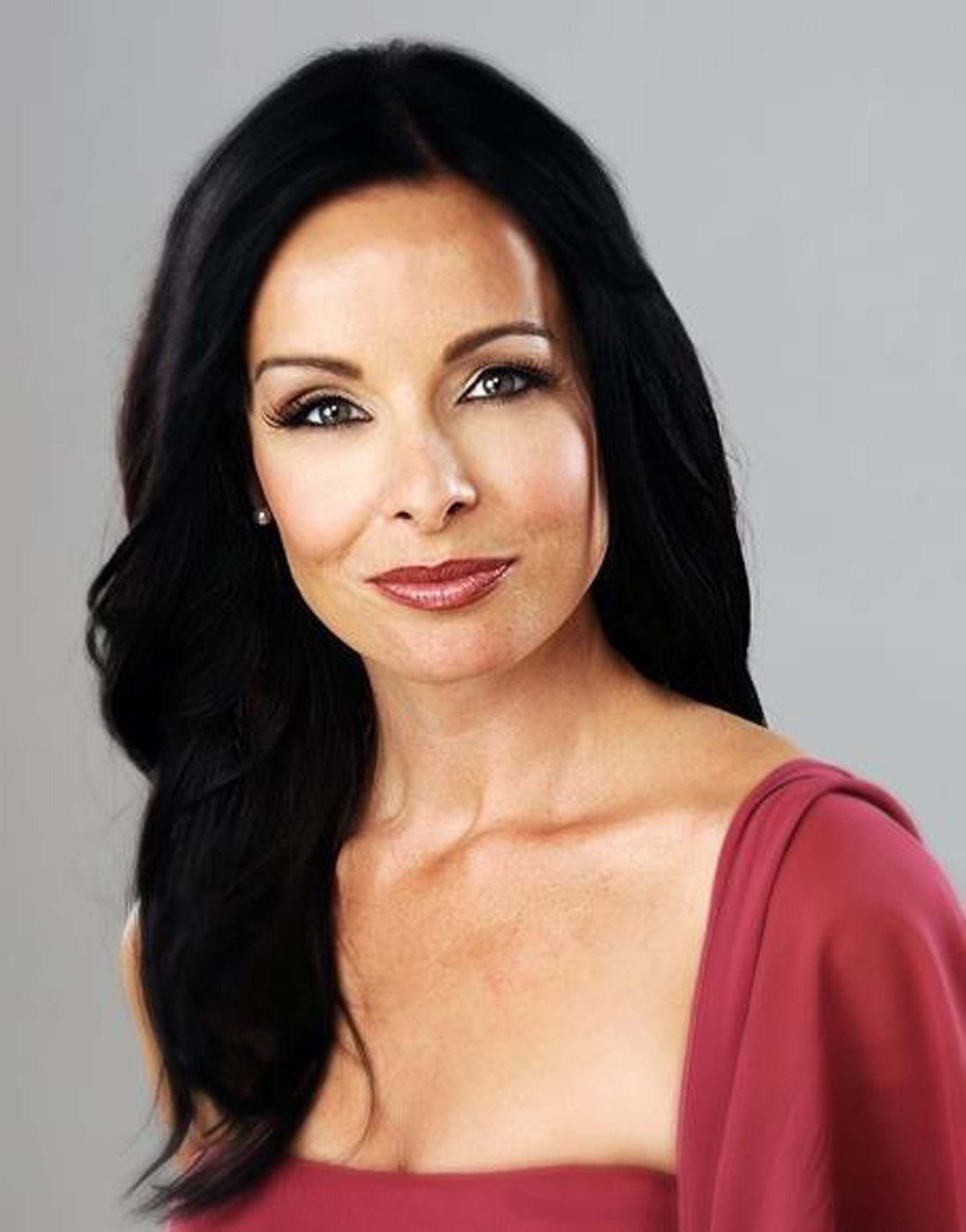
Malena Laszlo, 2012.

Malena är ett egennamn och kvinnonamn och en nordisk form av det hebreiska Magdalena med betydelsen "kvinna från Magdala". 
Malena är för närvarande inte speciellt vanligt.
Högst några enstaka flickor får namnet som tilltalsnamn varje år.
Av tradition har det förekommit mest i Skåne.
31 december 2005 fanns det totalt 1 165 personer i Sverige med namnet Malena varav 699 med det som tilltalsnamn.
År 2003 fick 6 flickor namnet, varav 1 fick det som tilltalsnamn.
Namnsdag i Sverige: 10 december tillsammans med Malin. I den finlandssvenska namnsdagslängden har Malena namnsdag 22 juli sedan 2010.

## Varianter
- Marlene
- Malèna

## Personer med namnet Malena
- Malena Engström, skådespelare
- Malena Ernman, operasångare
- Malena Ivarsson, sexolog
- Malena Laszlo, artist